# Fisza al-Kubra
Fisza al-Kubra (arab. فيشا الكبرى) – miejscowość w Egipcie, w muhafazie Al-Minufijja. W 2006 roku liczyła 17 274 mieszkańców.